# Емуранчики
Емуранчики (лат. Stylodipus) — род грызунов семейства тушканчиковых.

## Общие сведения
Мелких и средних размеров животные. Длина тела от 11 см до 13,5 см. Вес 80—90 г. Мордочка укороченная, уши относительно короткие. Хвост немного длиннее тела — на 15—25 %. В передней части хвоста летом запасается жир. На задних конечностях средний палец длиннее двух других. На ступне есть щетка из волос.
Мех густой и мягкий. Окраска головы и спины — от светлой песчано-серой до более темной охристой. Брюшная сторона белая.
Обитают главным образом в щебенистых пустынях и полупустынях, на северной границе ареала заходят в песчаные пустыни.
Ночные животные. Питаются семенами и зелеными частями растений. Зимой впадают в спячку.
В ископаемом состоянии известны с раннего плейстоцена.

## Виды
В роде выделяют три вида:
- Монгольский емуранчик (Stylodipus andrewsi) — Монголия, Китай.
- Джунгарский емуранчик (Stylodipus sungorus) — юго-запад Монголии.
- Обыкновенный емуранчик (Stylodipus telum) — восток Украины, Северный Кавказ, Казахстан, Туркменистан, Узбекистан, северо-восток Синьцзяна.